# Gabriel Getúlio Monteiro de Mendonça
Gabriel Getúlio Monteiro de Mendonça (?, (MT) — Rio de Janeiro, 1850) foi um político brasileiro.
Foi presidente das províncias da Paraíba, de 12 de fevereiro de 1828 a 21 de março de 1830, e do Espírito Santo, nomeado por carta imperial de 9 de dezembro de 1830, de 30 de dezembro de 1830 a 8 de abril de 1831.